# Artikutza
Artikutza este o arie protejată (arie specială de conservare — SAC, sit de importanță comunitară — SCI) din Spania întinsă pe o suprafață de 3.638,55 ha, integral pe uscat.

## Localizare
Centrul sitului Artikutza este situat la coordonatele 43°12′14″N 1°47′36″W / 43.204°N 1.7934°V.

## Înființare
Situl Artikutza a fost declarat sit de importanță comunitară în ianuarie 2002 pentru a proteja 2 specii de plante și 15 specii de animale. Situl a fost protejat și ca arie specială de conservare în decembrie 2015.

## Biodiversitate
Situată în ecoregiunea atlantică, aria protejată conține 9 habitate naturale: Roci stâncoase cu vegetație pionieră de Sedo-Scleranthion sau Sedo albi-Veronicion dillenii, Mlaștini turboase de tranziție și turbării mișcătoare, Păduri de stejar galițio-portugheze cu Quercus robur și Quercus pyrenaica, Păduri de fag acidofile atlantice, cu subarboret de Ilex și, uneori, de asemenea, Taxus, la nivelul arbuștilor (Quercion robori-petraeae sau Ilici-Fagenion), Pajiști uscate europene, Păduri aluvionare cu Alnus glutinosa și Fraxinus excelsior (Alno-Padion, Alnion incanae, Salicion albae), Formațiuni ierboase bogate în specii de Nardus, dezvoltate pe substraturi silicioase în zone montane (și în zone submontane, în Europa continentală), Pante stâncoase silicioase cu vegetație casmofită, Păduri mediteraneene de Taxus baccata.
La baza desemnării sitului se află mai multe specii protejate:
- plante (2): Soldanella villosa, Vandenboschia speciosa
- păsări (11): pescăruș albastru (Alcedo atthis), caprimulg (Caprimulgus europaeus), șerpar (Circaetus gallicus), ciocănitoare neagră (Dryocopus martius), șoim călător (Falco peregrinus), acvilă pitică (Hieraaetus pennatus), sfrâncioc roșiatic (Lanius collurio), gaia neagră (Milvus migrans), gaia roșie (Milvus milvus), viespar (Pernis apivorus), sitar de pădure (Scolopax rusticola)
- mamifere (2): Galemys pyrenaicus, liliacul mic cu potcoavă (Rhinolophus hipposideros)
- nevertebrate (2): rădașcă (Lucanus cervus), Rosalia alpina

Pe lângă speciile protejate, pe teritoriul sitului au mai fost identificate 6 specii de plante, 1 specie de amfibieni, 1 specie de reptile.